# 브리스틀 공습
브리스틀 대공습은 제2차 세계 대전 기간 동안 나치 독일의 루프트바페가 영국 브리스틀에 가한 대규모 폭격이었다. 브리스틀 항구와 브리스틀 에어플레인 컴퍼니가 위치해 있었기 때문에 이 도시는 폭격의 표적이 되었고, 적군 폭격기들은 에이번강을 따라 에이번마우스에서부터 물에 반사된 달빛을 이용하여 도시 중심부까지 경로를 추적할 수 있었기 때문에 쉽게 발견할 수 있었다. 브리스틀은 전쟁 중 다섯 번째로 가장 심하게 폭격당한 영국 도시였다.
루프트바페는 1940년 11월부터 1941년 4월 사이에 브리스틀에 6차례의 주요 폭격 작전을 수행했으며, 그 결과 브리스틀은 548회의 공습 경보와 77회의 공습을 경험했다. 이로 인해 다음의 피해가 발생했다.
- 고폭탄 919톤과 수천 개의 소이탄이 클러스터로 투하됨
- 1,299명 사망, 1,303명 중상, 폭격 건물 잔해에서 697명 구조
- 89,080채의 건물이 피해를 입었으며, 이 중 81,830채의 주택이 파괴되고 3,000채 이상이 사용할 수 없게 되어 나중에 철거됨.[3]

이러한 공습에 맞서 브리스틀 방어자들은 전쟁 기간 동안 규모와 정교함이 증가하는 방공 시스템을 개발했다. 지역의 중대공포는 충돌 동안 공격하는 항공기에 약 59,000발의 포탄을 발사했다.

## 첫 공습
1940년 11월 2일, 루프트바페는 야간 공습으로 구도심에 소이탄 5,000발과 고폭탄 10,000발을 투하했다.
1940년 11월 24일, 루프트플로테 3 소속 폭격기들이 브리스틀 폭격을 위해 독일을 떠났다. 공격은 오후 6시 30분에 시작되어 파상적으로 계속되었다. 두세 대의 폭격기들이 브리스틀 상공을 지나며 총 12,000여 발의 소이탄과 160톤의 고폭탄을 투하했다. 한 시간 안에 70여 건의 화재가 발생했다. 파크 스트리트는 "박살"났고 브리스틀 박물관 및 미술관이 피폭당했으며, 207명이 사망하고 수천 채의 주택이 파괴되거나 손상되었다. 현재 캐슬 파크로 알려진 지역은 광범위하게 피해를 입었다. 자코비안 양식의 성 베드로 병원이 파괴되었고, 17세기 목골조 더 더치 하우스는 손상되어 나중에 철거되었다. 브리스틀의 고대 교회 중 네 곳(성 베드로, 성 니콜라스의 내부, 세인트 메리 르 포트 그리고 템플 교회)도 심하게 손상되었다. 성 제임스 장로교회는 내부가 완전히 타버렸다.
브리스틀 시장 토머스 언더우드 시의원은 공습의 영향을 "교회의 도시가 하룻밤 사이에 폐허의 도시가 되었다"고 묘사했다.
1940년 12월 7일, 브리스틀발 솔즈베리행 열차에 폭탄이 명중하여 여러 승객이 사망했는데, 여기에는 다수의 군인도 포함되었다.

## 이후 공습
브리스틀에 대한 가장 긴 공습은 1941년 1월 3~4일에 발생했으며, 12시간 동안 지속되었다. 이 동안 루프트바페는 도시를 향해 가장 큰 폭탄을 투하했다. 이 폭탄은 "사탄"이라는 별명으로 불렸으며, 무게는 2,000 킬로그램 (4,400 lb), 길이는 (꼬리 부분을 제외하고) 8 피트 (2.4 m) 이상, 직경은 26 인치 (66 cm)에 달했다. 이 폭탄은 폭발하지 않았고 1943년 4월에 회수되었다. 폭탄 처리반은 폭탄을 꺼내기 위해 29 피트 (8.8 m) 깊이를 파내려갔다. 나중에 유럽 전승 기념일 승리 퍼레이드 동안 이 폭탄은 런던 거리를 통해 행진되었다.

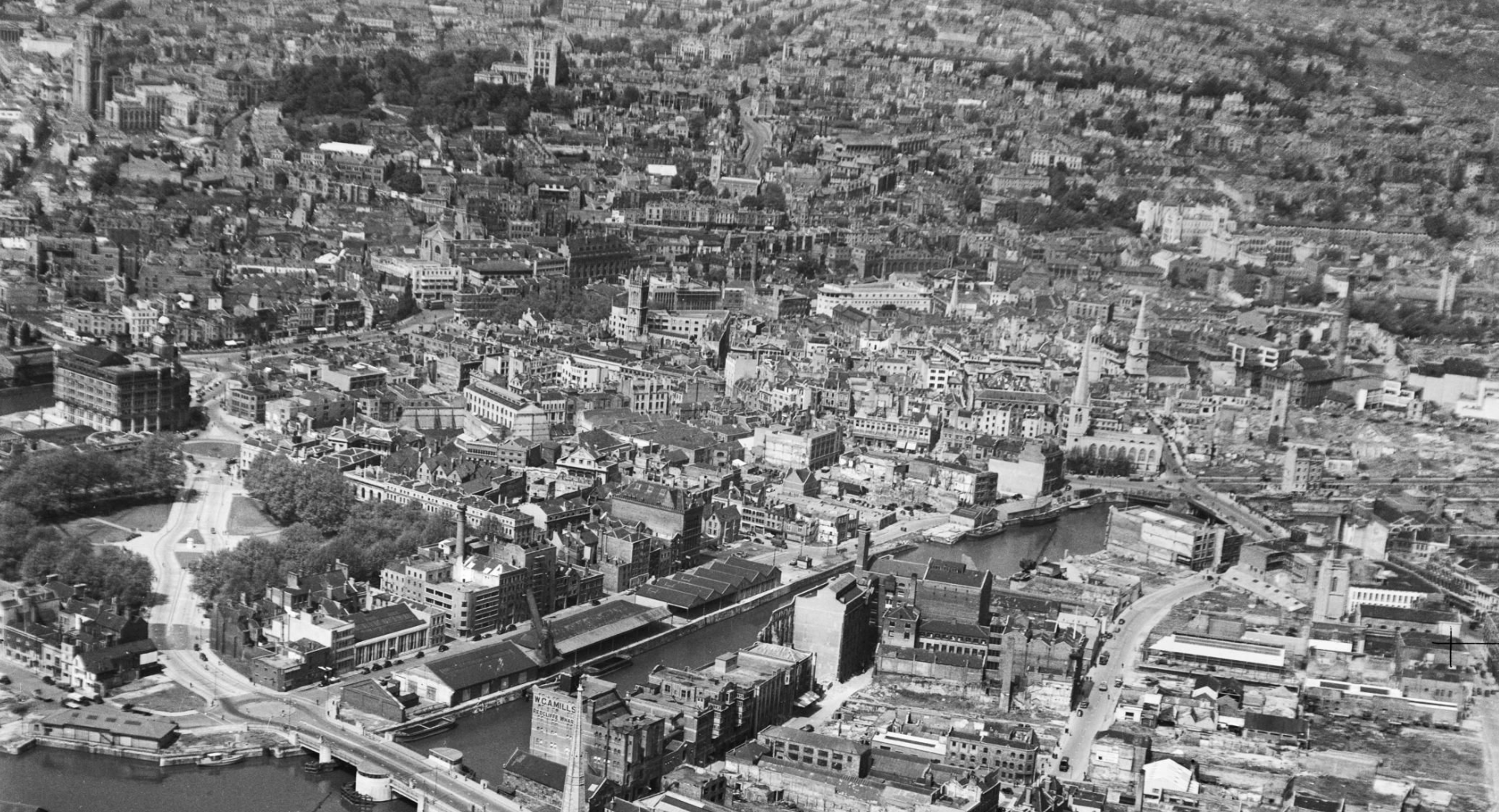
1946년 브리스틀의 모습, 오른쪽 하단에 세인트 메리 르 포트 교회 주변 폭격 피해가 보임

### 브리스틀 성금요일 공습
악명 높은 성금요일 공습은 도시 중심부, 노울, 호트웰스, 코텀, 필턴에 추가적인 피해를 입혔고, 브리스틀 트램웨이의 영구적인 폐쇄를 초래했다. 윈스턴 처칠은 1941년 4월 12일 폐허를 방문했다. 브리스틀에 대한 대공습의 마지막 공습은 1941년 4월 25일에 있었는데, 이때 브리즐링턴, 베드민스터, 노울이 폭격당했다. 이 교외 지역들이 실제 목표가 아니었으며, 필턴의 제조 지역을 목표로 했던 폭탄이 실수로 다른 지역에 투하되었을 가능성이 추정된다.
도시에 투하된 흔한 폭탄 유형 중 하나는 많은 소이탄이 담긴 통(현지에서는 괴링의 빵 바구니 – RRAB-3 장치에서 유래)이었다. 이 폭탄들은 수많은 화재를 일으키고 시민들에게 공황을 유발하며 소방 서비스의 한계를 시험하도록 설계되었다.
브리스틀에 대한 마지막 공습은 1944년 5월 15일이었다.
브리스틀은 V-1 비행폭탄과 A4/V2 로켓에 의해 공격받을 위험에 처해 있었는데, 이 로켓의 발사대가 1944년 프랑스 코탕탱반도에 이미 건설되어 있었다. 그러나 1944년 6월 6일 연합군의 노르망디 상륙으로 인해 이 발사대들이 빠르게 점령되었고, 결과적으로 브리스틀에 V1 또는 V2 로켓이 착탄하지 않았다.
브리스틀 대공습에 대한 첫 역사적 기록은 전쟁 후 도시를 어떻게 재건할지에 대한 논의가 시작된 1945년 1월에 출판되었다.

## 유인 기지

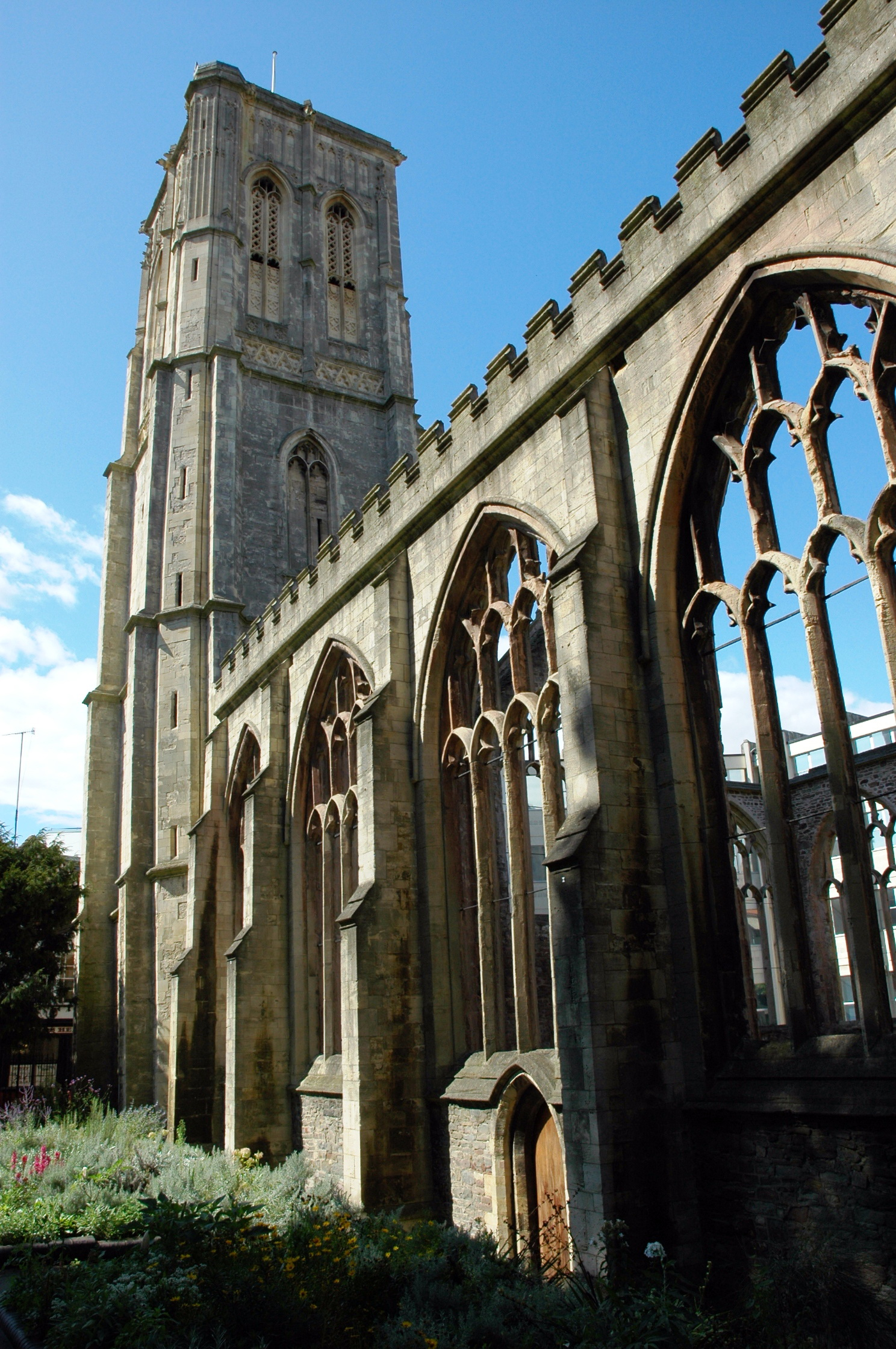
템플 교회의 폐허

제2차 세계 대전 초기, 1940년 11월 코번트리 폭격 이후 많은 유인 기지들이 주요 도시들로부터 적의 폭격을 유인하기 위해 건설되었다. 브리스틀의 주요 유인 기지는 브리스틀에서 남서쪽으로 약 15 마일 (24 km) 떨어진 멘딥 언덕 서쪽 끝의 블랙 다운에 있었다. 더 작은 하나는 추 매그나 교구에 있었다. 이들은 스타피시 기지로 알려졌으며, 등화관제 조건에서 브리스틀을 모방하도록 설계되었으며, 심지어 철도 조차장의 깜빡이는 불빛까지 모방했다. 임박한 공습 시에는 유인 기지에 등대가 점등되었다.